# Стефан Ваутерс
Стефан Ваутерс (нар. 12 березня 1982) — колишній бельгійський тенісист.
Найвищу одиночну позицію світового рейтингу — 212 місце досяг 3 квітня 2006, парну — 205 місце — 12 червня 2006 року.

## Титули на челленджерах

### Парний розряд: (2)
| Ранг | Рік  | Турнір                          | Покриття | Партнер         | Суперники                            | Рахунок            |
| ---- | ---- | ------------------------------- | -------- | --------------- | ------------------------------------ | ------------------ |
| 1.   | 2005 | Монтобан, Франція               | Ґрунт    | Стів Дарсі      | Габрієль Трухільйо Солер Ловро Зовко | 6–4, 6–7(5–7), 6–4 |
| 2.   | 2006 | Баня-Лука, Боснія і Герцеговина | Ґрунт    | Джозеф Сіріанні | Іван Додіг Александар Марич          | 6–4, 3–6, 10–4     |